# PZL I-22
O PZL I-22 Iryda, PZL M93 Iryda, PZL M96 Iryda, foi um avião para treinamento a jato de dois motores e dois assentos, utilizado pela Força Aérea Polaca.

## Desenvolvimento
Em 1976, um programa para desenvolver um novo avião para treinamento de jato para a Força Aérea Polaca iniciou no Instituto de Aeronáutica (em polonês: Instytut Lotnictwa) para substituir o TS-11 Iskra. O Iryda foi projetado pela PZL Mielec. O primeiro protótipo voou em 3 de Março de 1985. O projeto foi finalmente cancelado nos anos de 1990 devido à problemas de falta de financiamento para o programa. Uma outra razão foi a queda de uma aeronave de série de pré-produção, apesar de ter ocorrido por exceder os limites de performance durante testes forçados de flutter.
|  |

## Operadores
PolóniaForça Aérea Polaca. 8 aeronaves (1992-1996)

## Especificações (M93K)
- Tripulação: 2 (aluno e instrutor)
- Comprimento: 13,22 m
- Envergadura: 9,60 m
- Altura: 4,30 m
- Área da Asa: 19.92 m²
- Peso Básico: 4.600 kg
- Peso Zero Combustível: 6.650 kg
- Carga paga máxima: 1.800 kg
- Peso Máximo de decolagem (MTOW): 7.500 kg
- Motorização: 2 × PZL K-15 (turbojato)
- Potência: 14,7 kN (3.307,5 lbf) cada
- Velocidade máxima: Mach .82 (940 km/h à altitude de 5.000 m (16.400 ft))
- Alcance: 1.200 km
- Teto Operacional: 13.700 m (44.936 feet)
- Razão de subida: 41 m/s
- Razão Potência/Peso: 0.4